# Destructor Estelar
Destructor Estelar clase Imperial
El Destructor Estelar clase Imperial también conocido como Destructor Estelar clase Imperator, Star Destroyer o Destructor Estelar fue la espina dorsal de la armada Imperial en el universo ficticio de Star Wars. Estas naves eran fácilmente reconocibles por su forma de cuña, así como su enorme puente de mando y sus domos generadores de escudo característicos. Medía 1.600 metros y disponía de 60 Turboláseres Taim & Bak xx-9, 60 cañones de iones Borstel NK-7 y 10 proyectores de rayos tractores Phtlon Q7.
Estas naves rara vez viajaban solas, solían ir acompañadas de sustanciales dotaciones de cazas de superioridad TIE, por otros destructores imperiales o por naves más pequeñas como los cruceros pesados clase acorazado. Además eran las naves favoritas entre los almirantes imperiales como sus naves de mando. Un ejemplo de eso era el Gran Almirante Thrawn con el Quimera. Los destructores estelares se fabricaban en los astilleros orbitales de Kuat, situados en el sistema del mismo nombre, Kuat. Su construcción era lenta y costosa, pero sin lugar a dudas rentable: muchos sistemas planetarios en pleno alzamiento se rendían con la sola presencia en su órbita de un destructor imperial, sin duda alguna esta nave en forma de punta de flecha era una visión que nadie deseaba en su planeta.
Fueron verdaderas maravillas de la ingeniería espacial y, junto con los TIE Fighters y los Stormtroopers, el exponente del poderío militar del Emperador. Fue, además, la nave más característica que poseía el Imperio y una de las naves más famosas de la historia galáctica.
El Destructor Estelar clase Imperial fue en un inicio diseñado por la República, pero entró al servicio del Imperio. Pronto superó a los cruceros de clase Venator y a los de clase Victoria, convirtiéndose en la nave más característica del Imperio, famosa por su punta de flecha.
Un solo destructor imperial tenía armamento suficiente como para eliminar varias corbetas y fragatas rebeldes, y tan solo un Crucero Mon Calamari podía detenerlo. No obstante, el destructor seguía siendo una nave más poderosa que el crucero.
Una vez los Destructores tuvieron que entrar más activamente en la guerra, pues ahora los rebeldes no huían en cuanto los veían, se creó el Imperial II, una fase más poderosa del propio Destructor. Estos destructores entraron en producción poco después de la batalla de Yavin y ya se convirtieron en una pieza muy útil del Imperio. El Escuadrón de la Muerte de Darth Vader fue de las primeras flotas con contar con estas naves. Durante esta época de transición del Destructor Imperial I (Imperator) al II, tener un Destructor Imperial clase II era más que suficiente para ganarse un renombre. El Imperio también desarrollo algunas otras variantes y diseños del Destructor imperial con distintos tamaños y funciones, como el destructor clase interdictor o el crucero de batalla clase Allegiance
En leyends, tanto el Remanente Imperial como la Nueva República empleaban esta nave activamente. Una prueba de eso fue la guerra contra los yuuzhan vong, la flota de la alianza galáctica contaba con un buen número de ellos, estando presentes en la batalla de Yuuzhan'tar, e incluso más tarde.
En el canon actual, los destructores eran utilizados por los remanentes imperiales que quedaron tras la desaparición de la figura del Emperador. Los remanentes imperiales irían a las regiones desconocidas, dónde estas naves evolucionarían a los destructores estelares clase resurgente de la Primera Orden y sería creado el superdestructor de Snoke, el Supremacía. En el episodio IX aparecerían los destructores estelares clase Xyston, que tenían el mismo modelo que sus predecesores imperiales, aunque eran más grandes y tenían equipado un superláser similar al de la Estrella de la Muerte en la parte inferior.